# L'Islet (municipio regional de condado)
L'Islet es un municipio regional de condado (MRC) de Quebec en Canadá. Está ubicado en la región administrativa de Chaudière-Appalaches. La sede es Saint-Jean-Port-Joli aunque el municipio más poblado es L’Islet.

## Geografía

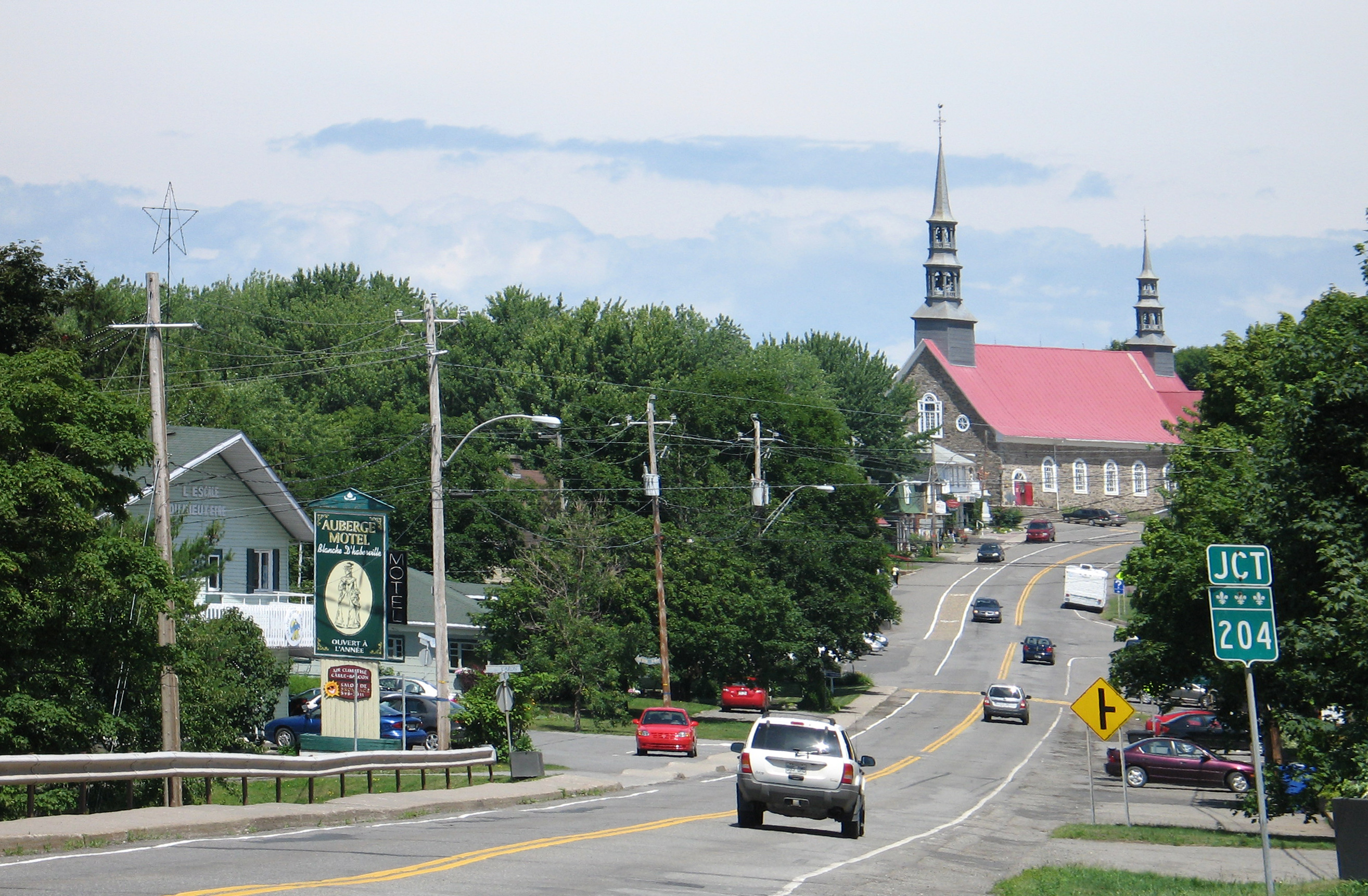
Saint-Jean-Port-Joli

El MRC está ubicado entre el río San Lorenzo y los Estados Unidos, en la parte noreste de Chaudière-Appalaches. Limita al noreste con el MRC de Kamouraska, al este con el condado de Aroostook, al suroeste con Montmagny, al noroeste con el San Lorenzo. Enfrente se encuentra el MRC de Charlevoix. Su superficie total es de 2459 km², de los cuales 2099 km² son tierra firme. El MRC se encuentra en el litoral sur del estuario con su zona marítimo-terrestre, así como en la cadena de Bellechasse y los montes Notre-Dame.

## Urbanismo
|        | Clase               | Orientación | Odónimo               | De                         | A                    | Municipios |

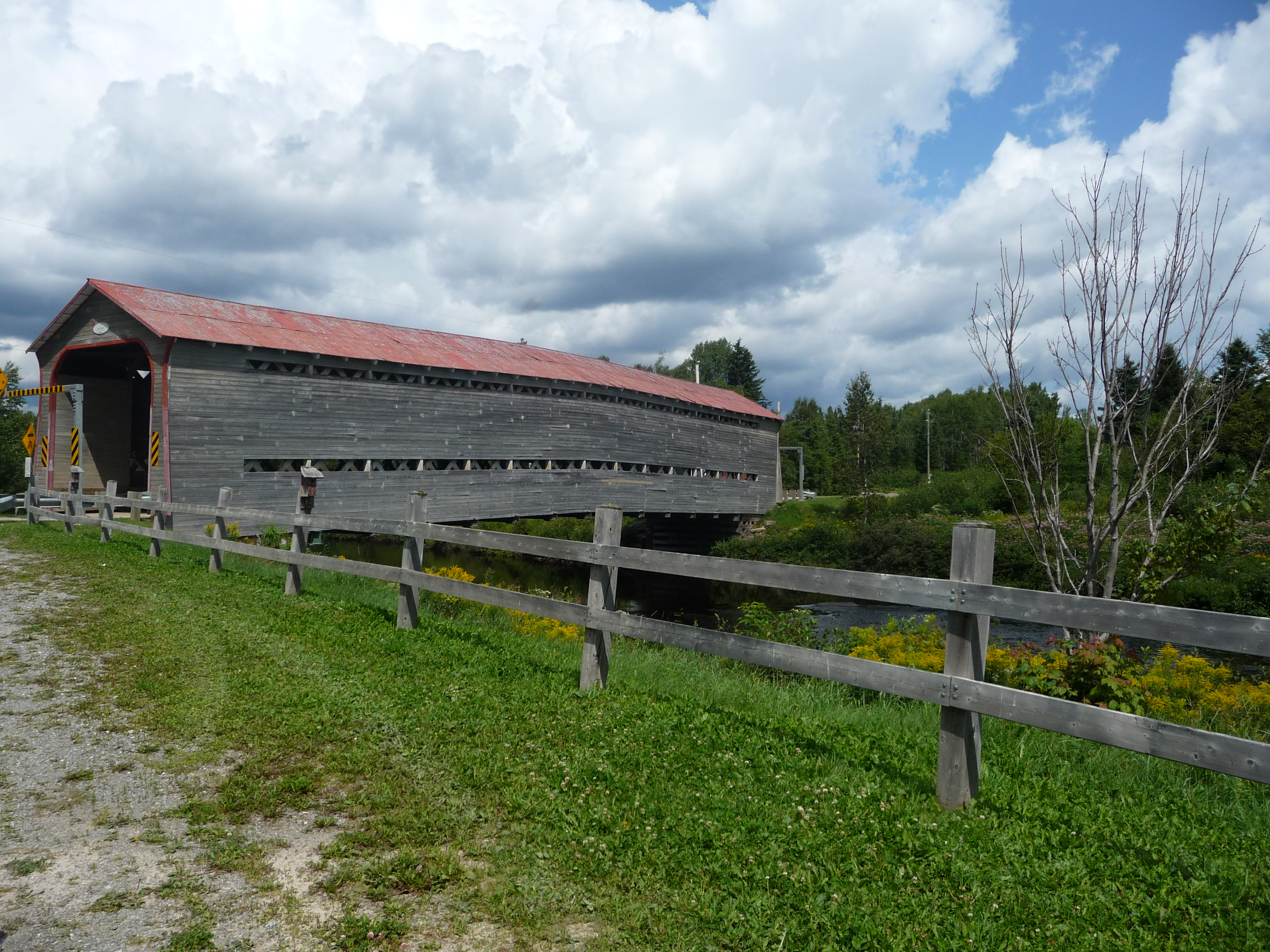
Puente Du Sault en Saint-Adalbert

| A 20   | Autopista           | EO          | Autoroute Jean-Lesage | Rivière-Beaudette          | Mont-Joli            | L'Islet, Saint-Jean-Port-Joli, Saint-Roch-des-Aulnaies                                                                  |
| QC 132 | Carretera nacional  | EO          |                       | Dundee                     | Gaspé                | L'Islet, Saint-Jean-Port-Joli, Saint-Roch-des-Aulnaies                                                                  |
| QC 204 | Carretera regional  | EO          |                       | Lac-Mégantic               | Saint-Jean-Port-Joli | Saint-Adalbert, Saint-Pamphile, Sainte-Perpétue, Tourville, Saint-Damase-de-L'Islet, Saint-Aubert, Saint-Jean-Port-Joli |
| QC 216 | Carretera colectora | EO          |                       | Sainte-Catherine-de-Hatley | Sainte-Perpétue      | Saint-Marcel, Sainte-Félicité, Sainte-Perpétue                                                                          |
| QC 285 | Carretera colectora | NS          |                       | Saint-Adalbert             | L'Islet              | Saint-Adalbert, Saint-Marcel, Saint-Cyrille-de-Lessard, L'Islet                                                         |

## Historia

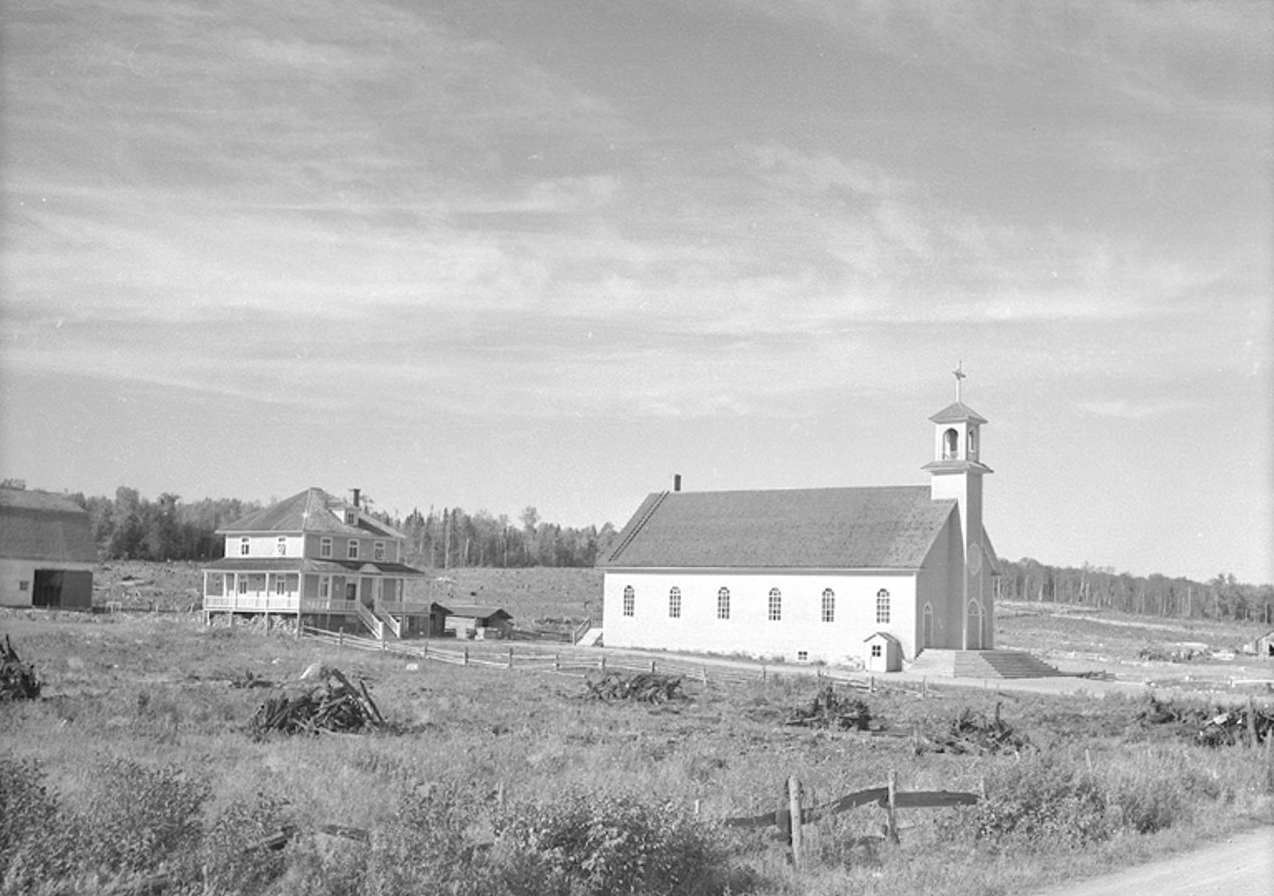
Iglesia de Saint-Omer en 1942

En Nueva Francia, la primera población europea se estableció en 1656.
El MRC de L'Islet, constituido en 1982, sucedió al antiguo condado de L'Islet.

## Política
El prefecto actual (2015) es Jean-Pierre Dubé, alcalde de Saint-Jean-Port-Joli.
El territorio del MRC forma parte de las circunscripciones electorales de Côte-du-Sud a nivel provincial y de Montmagny—L'Islet—Kamouraska—Rivière-du-Loup a nivel federal.

## Demografía
Según el censo de Canadá de 2011, había 18 517 habitantes en este MRC. La densidad de población era de 8,8 hab./km². La población ha disminuido de 385 personas (2,0 %) entre 2006 y 2011. En 2011, el número total de inmuebles particulares era de 9771, de los que 8107 estaban ocupados por residentes habituales, los otros siendo desocupados o segundas residencias. La población es en mayoría francófona y rural.
Evolución de la población total, 1991-2015

## Economía

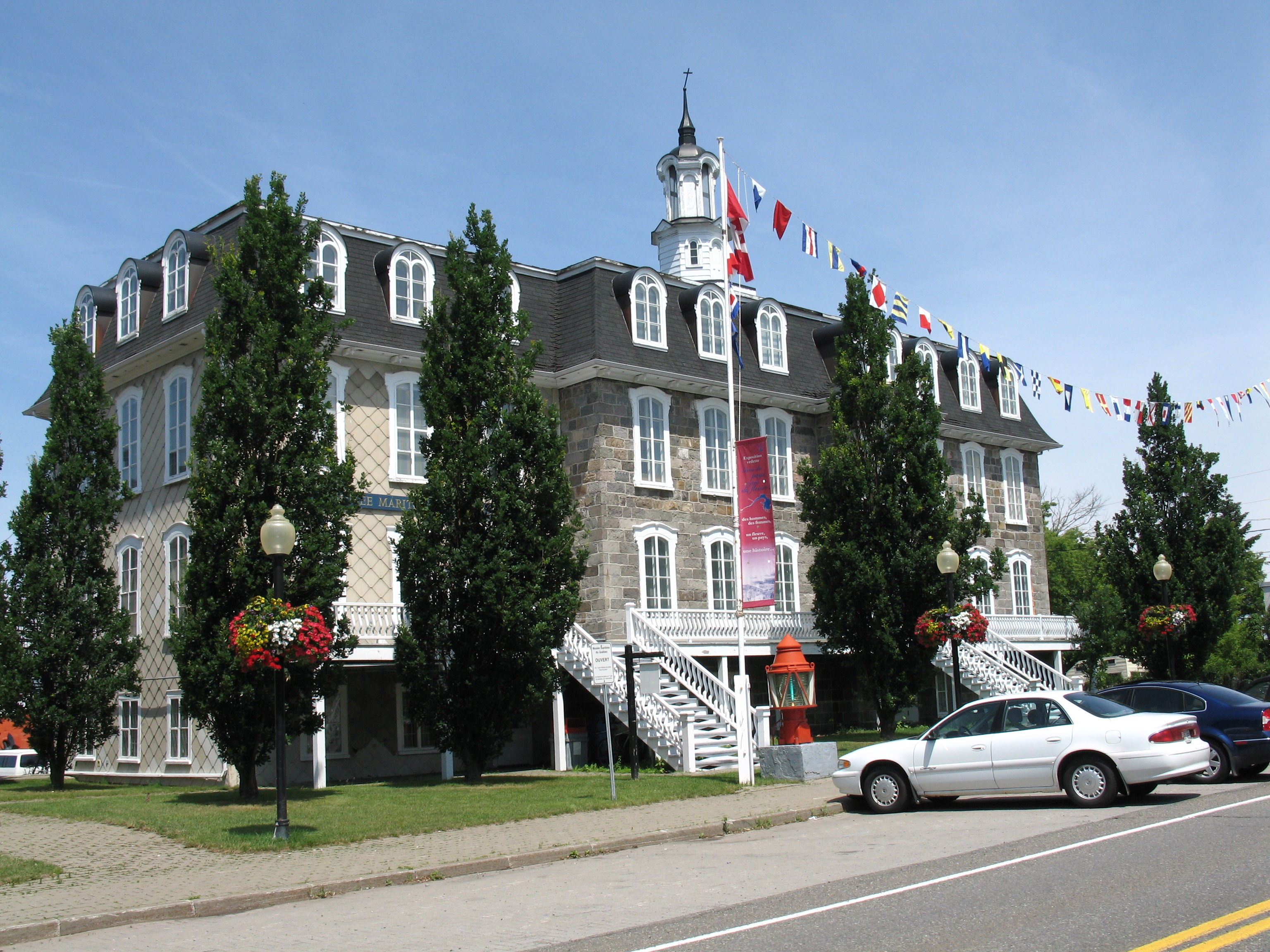
Museo marítimo de Quebec en L'Islet

La economía local es basada sobre la agricultura, la explotación forestal, la marina mercante, la industria de transformación, particularmente los productos de madera y las calderas de madera, así como el turismo incluyendo la caza, la artesanía y la navegación deportiva.

## Comunidades locales
Hay 14 municipios en el territorio del MRC de L'Islet.
| Código | Nombre                   | Tipo      | Fecha de constitución | Área total (km²) | Área agua (km²) | Área tierra (km²) | Población 2014 | Gentilicio (en francés) | Densidad (hab./km²) | DT | Número de concejales | CEP         | CEF                                          |
| ------ | ------------------------ | --------- | --------------------- | ---------------- | --------------- | ----------------- | -------------- | ----------------------- | ------------------- | -- | -------------------- | ----------- | -------------------------------------------- |
| 17005  | Saint-Omer               | Municipio | 01.01.1954            | 122,90           | 0,07            | 122,83            | 312            | Audomarois, e*          | 2,5                 | S  | 6                    | Côte-du-Sud | Montmagny—L'Islet—Kamouraska—Rivière-du-Loup |
| 17010  | Saint-Pamphile           | Ciudad    | 21.01.1888            | 138,42           | 0,54            | 137,88            | 2635           | Pamphilien, ne*         | 19,1                | S  | 6                    | Côte-du-Sud | Montmagny—L'Islet—Kamouraska—Rivière-du-Loup |
| 17015  | Saint-Adalbert           | Municipio | 26.08.1911            | 218,59           | 2,25            | 216,34            | 530            | Saint-Adalbertois, e*   | 2,4                 | S  | 6                    | Côte-du-Sud | Montmagny—L'Islet—Kamouraska—Rivière-du-Loup |
| 17020  | Saint-Marcel             | Municipio | 30.07.1904            | 180,74           | 1,88            | 178,86            | 455            | Marcellois, e*          | 2,5                 | S  | 6                    | Côte-du-Sud | Montmagny—L'Islet—Kamouraska—Rivière-du-Loup |
| 17025  | Sainte-Félicité          | Municipio | 01.01.1950            | 94,44            | 0,21            | 94,23             | 393            | Félicitois, e*          | 4,2                 | S  | 6                    | Côte-du-Sud | Montmagny—L'Islet—Kamouraska—Rivière-du-Loup |
| 17030  | Sainte-Perpétue          | Municipio | 21.01.1888            | 293,68           | 2,64            | 291,04            | 1728           | Sainte-Perpétuen, ne*   | 5,9                 | S  | 6                    | Côte-du-Sud | Montmagny—L'Islet—Kamouraska—Rivière-du-Loup |
| 17035  | Tourville                | Municipio | 14.11.1918            | 165,59           | 2,43            | 163,16            | 611            | Tourvillien, ne°        | 3,7                 | S  | 6                    | Côte-du-Sud | Montmagny—L'Islet—Kamouraska—Rivière-du-Loup |
| 17040  | Saint-Damase-de-L'Islet  | Municipio | 09.11.1898            | 251,84           | 0,82            | 251,02            | 581            | Damasien, ne°           | 2,3                 | S  | 6                    | Côte-du-Sud | Montmagny—L'Islet—Kamouraska—Rivière-du-Loup |
| 17045  | Saint-Cyrille-de-Lessard | Parroquia | 01.07.1855            | 232,51           | 1,79            | 230,72            | 735            | -                       | 3,2                 | S  | 6                    | Côte-du-Sud | Montmagny—L'Islet—Kamouraska—Rivière-du-Loup |
| 17055  | Saint-Aubert             | Municipio | 01.07.1857            | 100,84           | 2,79            | 98,05             | 1431           | Aubertois, e*           | 14,6                | D  | 6                    | Côte-du-Sud | Montmagny—L'Islet—Kamouraska—Rivière-du-Loup |
| 17060  | Sainte-Louise            | Parroquia | 01.12.1860            | 76,89            | 0,62            | 76,27             | 674            | Louisien, ne*           | 8,8                 | S  | 6                    | Côte-du-Sud | Montmagny—L'Islet—Kamouraska—Rivière-du-Loup |
| 17065  | Saint-Roch-des-Aulnaies  | Parroquia | 01.07.1855            | 163,61           | 114,59          | 49,02             | 980            | Aulnois, e*             | 20,0                | S  | 6                    | Côte-du-Sud | Montmagny—L'Islet—Kamouraska—Rivière-du-Loup |
| 17070  | Saint-Jean-Port-Joli     | Municipio | 01.07.1855            | 242,09           | 172,78          | 69,31             | 3296           | Port-Jolien, ne*        | 47,6                | S  | 6                    | Côte-du-Sud | Montmagny—L'Islet—Kamouraska—Rivière-du-Loup |
| 17078  | L'Islet                  | Municipio | 01.01.2000            | 171,01           | 51,02           | 119,99            | 4025           | L'Isletois, e*          | 33,5                | D  | 6                    | Côte-du-Sud | Montmagny—L'Islet—Kamouraska—Rivière-du-Loup |
| 170    | L'Islet                  | MRC       | 01.01.1982            | 2453,15          | 354,43          | 2098,72           | 18 386         | .                       | 8,8                 | …  | …                    | Côte-du-Sud | Montmagny—L'Islet—Kamouraska—Rivière-du-Loup |

DT división territorial, D distritos, S sin división; CEP circunscripción electoral provincial, CEF circunscripción electoral federal; * Oficial, ⁰ No oficial